# Mont Huangbo
Le mont Huangbo (黄檗山) est une montagne située à Fuqing, dans la province de  Fujian en Chine. Elle est renommée pour ses temples dont le temple Wanfu, lié à Yinyuan Longqi (en), fondateur de l'école du bouddhisme zen japonaise Ōbaku).